# Barthska dragonregementet
Barthska dragonregementet även benämnt Vietinghoffska dragonregementet var ett dragonregemente inom svenska armén som verkade åren 1714–1715. Barthska dragonregementet blev uppsatt i augusti 1714.

## Historia
Regementet deltog i försvaret av Stralsund och gick där förlorat. Några dragoner undkom till Sverige och ingick sedan i Tyska dragonregementet från 1716.

## Förbandschefer
- 1714–1714: Otto von Vietinghoff
- 1715–1715: Johan Christoffer von Düring